# Nederlanders in het Hongkongse voetbal
Nederlanders in het Hongkongse voetbal geeft een overzicht van Nederlanders die een contract hebben (gehad) bij Hongkongse voetbalclubs uit de hoogste drie divisies.

## Voetballers
| Naam                  | Club                 | Van  | Tot  |
| --------------------- | -------------------- | ---- | ---- |
| Werner Kooistra       | South China AA       | 1993 | 1997 |
| Chris Dekker          | Seiko Hongkong       | 1981 | 1981 |
| Joop Wildbret         | Seiko Hongkong       | 1981 | 1985 |
| Gerrie Mühren         | Seiko Hongkong       | 1981 | 1985 |
| Theo de Jong          | Seiko Hongkong       | 1981 | 1984 |
| Cees Storm            | Seiko Hongkong       | 1981 | 1982 |
| Dick Nanninga         | Seiko Hongkong       | 1982 | 1983 |
| Jan Verheijen         | Seiko Hongkong       | 1982 | 1983 |
| Arie Haan             | Seiko Hongkong       | 1983 | 1984 |
| Karel Bonsink         | Seiko Hongkong       | 1983 | 1984 |
| René van de Kerkhof   | Seiko Hongkong       | 1984 | 1985 |
| Cees Storm            | South China AA       | 1982 | 1983 |
| Marlon van der Sander | South China AA       | 1993 | 1994 |
| Marlon van der Sander | Golden / Sun Hei     | 1994 | 1997 |
| Marlon van der Sander | Sing Tao SC          | 1997 | 1998 |
| Marlon van der Sander | Hong Kong FC         | 2001 | 2003 |
| Dennis Koffijberg     | South China AA       | 1993 | 1994 |
| Niels Gerestein       | South China AA       | 1993 | 1994 |
| Ad Roos               | South China AA       | 1993 | 1994 |
| Piet-Jan Drommel      | South China AA       | 1994 | 1994 |
| Dries Visser          | Ryoden Mitsubishi FC | 1982 | 1983 |
| Peter Gerards         | Seiko Hongkong       | 1981 | 1983 |
| Jan Peters            | Seiko Hongkong       | 1984 | 1985 |
| Paul van der Blom     | Morning Star FC      | 1982 | 1982 |
| Hugo van Houten       | Morning Star FC      | 1982 | 1982 |
| Cees Storm            | Morning Star FC      | 1982 | 1982 |
| Michel Mommertz       | Tung Sing FC         | 1981 | 1981 |
| Michel Mommertz       | Ryoden Mitsubishi FC | 1982 | 1983 |
| Wim Zagar             | Tung Sing FC         | 1982 | 1982 |
| Harry Oort            | Tung Sing FC         | 1981 | 1981 |
| Ron van Niekerk       | Tung Sing FC         | 1982 | 1982 |
| Wim Suurbier          | Tung Sing FC         | 1982 | 1982 |
| Hans Salfischberger   | South China AA       | 1982 | 1983 |
| Joh van Zoest         | South China AA       | 1982 | 1982 |
| Marcel Hartman Kok    | South China AA       | 1982 | 1982 |
| Rudolf Hollaender     | Club Albion          | 2007 | 2008 |
| Rudolf Hollaender     | Hong Kong FC         | 2008 | ?    |
| Freek Schipper        | Hong Kong FC         | 2008 | ?    |
| Marlon van der Sander | Club Albion          | 2014 | 2018 |
| Ruben ter Harmsel     | Hong Kong University | 200? | 200? |
| Tim Janssen           | Hong Kong FC         | 2009 | 2010 |

## Hoofdtrainers
| Naam                | Club                               | Van  | Tot  |
| ------------------- | ---------------------------------- | ---- | ---- |
| George Knobel       | Seiko Hongkong                     | 1981 | 1981 |
| Bert Jacobs         | Seiko Hongkong                     | 1982 | 1983 |
| Frans van Balkom    | Tung Sing FC                       | 1981 | 1981 |
| Frans van Balkom    | Ryoden Mitsubishi FC               | 1982 | 1982 |
| Frans van Balkom    | bondscoach Hongkongs voetbalelftal | 1976 | 1977 |
| George Knobel       | bondscoach Hongkongs voetbalelftal | 1980 | 1981 |
| Arie van der Zouwen | bondscoach Hongkongs voetbalelftal | 2000 | 2001 |

Voetbalbonden ·
Albanië ·
Angola ·
Armenië ·
Australië ·
Azerbeidzjan ·
Bahrein ·
België ·
Bhutan ·
Bulgarije ·
Canada ·
China ·
Congo-Kinshasa · 
Cyprus ·
Denemarken ·
Duitsland ·
Egypte ·
Engeland ·
Estland ·
Ethiopië ·
Faeröer ·
Filipijnen ·
Finland ·
Frankrijk ·
Georgië ·
Ghana ·
Griekenland ·
Hongarije ·
Hongkong ·
Ierland ·
IJsland ·
Indonesië ·
Iran ·
Israël ·
Italië ·
Japan ·
Kazachstan ·
Koeweit ·
Litouwen ·
 Luxemburg ·
Maleisië ·
Malta ·
Marokko ·
Mexico ·
Namibië ·
Nieuw-Zeeland ·
Noorwegen ·
Oekraïne ·
Oezbekistan ·
Oostenrijk ·
Polen ·
Portugal ·
Qatar ·
Roemenië ·
Rusland ·
Rwanda ·
Saoedi-Arabië ·
Schotland ·
Singapore ·
Slovenië ·
Slowakije ·
Spanje ·
Tanzania ·
Turkije ·
Tuvalu ·
VAE ·
Venezuela ·
Verenigde Staten ·
Vietnam ·
Zimbabwe ·
Zuid-Afrika ·
Zuid-Korea ·
Zweden ·
Zwitserland